# Friedrich Köchling
Friedrich Köchling (Ahaus, 22 giugno 1893 – Coesfeld, 6 giugno 1970) è stato un generale tedesco.

## Biografia
Koechling entrò il 1º marzo 1912 come allievo ufficiale nell'8º reggimento di fanteria. Il 19 novembre di quello stesso anno venne nominato alfiere ed il 18 agosto dell'anno successivo venne promosso al rango di sottotenente. Con lo scoppio della prima guerra mondiale e la mobilitazione generale dell'esercito tedesco, venne trasferito con il suo reggimento al fronte occidentale e usato qui prima come comandante di una compagnia . Dal 3 ottobre 1915 al 15 gennaio 1917, servì come aiutante nel 2º battaglione del suo reggimento e come tale il 5 ottobre 1916 venne promosso la rango di tenente. Servì poi come aiutante nel proprio reggimento. Köchling venne trasferito quindi al presidio di Mülheim come comandante del III battaglione. A metà febbraio del 1919 venne smobilitato.
Köchling venne assunto il 1 ottobre 1919 nel Reichswehr provvisoriamente e per un anno venne incluso nel 14º reggimento di fanteria. Successivamente venne trasferito al 16º reggimento di fanteria a Oldenburg. Dopo la sua promozione a capitano, dal 1º febbraio 1924 comandò l'8ª compagnia del suo reggimento. Il 1 ottobre 1933 venne promosso al rango di maggiore ed entrò nello staff del 1º Battaglione. Per un altro anno fu comandante del 2º battaglione del reggimento di fanteria di Oldenburg, da cui poi si formò il 58º reggimento di fanteria. Köchling guidò il 3º battaglione sino al 1 settembre 1938, ma nel frattempo (1 aprile 1936) venne promosso tenente colonnello ed il 10 novembre 1938 venne trasferito al comando supremo della Wehrmacht dove si occupò della formazione delle nuove reclute e come ufficiale di collegamento tra il comando supremo ed i Sudetenfreikorps. Il 1 gennaio 1939 venne promosso al rango di colonnello.
Poco prima dell'inizio della seconda guerra mondiale venne nominato comandante del 287º reggimento di fanteria, che guidò durante la campagna occidentale e poi in Russia. Il 10 aprile 1942 Köchling ottenne l'incarico di comandante della 254ª Divisione di Fanteria, ottenendo il 1 giugno la promozione a maggiore generale. Dopo la sua sostituzione il 5 settembre 1942, venne assegnato alla riserva per oltre un anno ed il 1 gennaio 1943 venne promosso tenente generale; si portò quindi in Crimea dove dal 15 ottobre al 1 dicembre di quell'anno fu comandante generale. Il 15 febbraio 1944 venne assegnato come comandante del XLIV corpo d'armata e dal 15 marzo 1944 venne assegnato al XXXXIX. corpo d'armata di montagna. Nel frattempo Köchling era stato promosso a generale di fanteria il 1 febbraio 1944. Dal 25 giugno al 21 settembre 1944, prestò servizio come comandante generale del X corpo d'armata, mantenendo tale posizione anche a capo del LXXXI corpo d'armata. Il 13 aprile 1945 Köchling venne catturato dall'esercito statunitense e venne rilasciato il 30 giugno 1947.